# Vanikoro acuta
Vanikoro acuta är en snäckart. Vanikoro acuta ingår i släktet Vanikoro och familjen Vanikoridae. Inga underarter finns listade i Catalogue of Life.